# Lista de tecidos animais
Esta é uma lista  de tecidos dos animais.
.
O estudo destes tecidos é o domínio da histologia.

## Tipos de tecidos dos vertebrados
- Tecido conjuntivo
  - Tecido conjuntivo propriamente dito
    - Tecido conjuntivo frouxo
    - Tecido conjuntivo denso
    - Tecido adiposo

  - Tecido cartilaginoso
  - Tecido ósseo
  - Tecido hematopoiético
    - Tecido mielóide
    - Tecido linfóide
- Tecido muscular/Tecido fibroso
  - Tecido muscular liso
  - Tecido muscular esquelético
  - Tecido muscular cardíaco
- Tecido nervoso
- Tecido epitelial
  - Tecido glandular